# Bert D'Angelo Superstar
Bert D'Angelo Superstar è una serie televisiva statunitense in 12 episodi di cui 11 trasmessi per la prima volta nel corso di una sola stagione nel 1976.
È una serie poliziesca incentrata sui casi affrontati dal sergente di New York Bert D'Angelo. È uno spin-off della serie Le strade di San Francisco (1972-1977, 119 episodi): il personaggio di D'Angelo era già apparso nel 21º episodio della quarta stagione, intitolato Superstar, in cui è alla ricerca di un killer a San Francisco.

## Trama
Il sergente Bert D'Angelo si trasferisce dalla squadra anticrimine San Francisco a quella della Omicidi di New York.

## Personaggi e interpreti
- Sergente Bert D'Angelo (12 episodi, 1976), interpretato da Paul Sorvino.
- Ispettore Larry Johnson (11 episodi, 1976), interpretato da Robert Pine.
- Capitano Jack Breen (11 episodi, 1976), interpretato da Dennis Patrick.

## Produzione
La serie fu prodotta da Quinn Martin Productions e girata a San Francisco in California. Le musiche furono composte da Duane Tatro e Patrick Williams.

### Registi
Tra i registi sono accreditati:
- Virgil W. Vogel in tre episodi (1976)
- Harry Falk in due episodi (1976)

### Sceneggiatori
Tra gli sceneggiatori sono accreditati:
- Marion Hargrove in due episodi (1976)
- Robert Polizzi

## Distribuzione
La serie fu trasmessa negli Stati Uniti dal 21 febbraio 1976 al 10 luglio 1976 sulla rete televisiva ABC. In Italia è stata trasmessa dal 2 aprile al 18 giugno 1980 su RaiUno. È stata distribuita anche in Belgio dal 21 maggio 1977.

## Episodi
| Stagione       | Episodi | Prima TV USA | Prima TV Italia |
| -------------- | ------- | ------------ | --------------- |
| Prima stagione | 12      | 1976         | 1980            |